# Куты (Гомельский район)
Куты (бел. Куты́) — посёлок в Терешковичском сельсовете Гомельского района Гомельской области Республики Беларусь.

## География

### Расположение
В 6 км от железнодорожной станции Уть (на линии Гомель — Чернигов), 7 км на юг от Гомеля.

### Гидрография
На юге и востоке мелиоративные каналы.

## Транспортная сеть
Транспортные связи по просёлочной, затем автомобильной дороге Старые Яриловичи — Гомель. Планировка состоит из короткой, дугообразной, почти меридиональной улицы, застроенной деревянными домами усадебного типа.

## История
Основан в начале XX века переселенцами из соседних деревень. В 1926 году, в Скитковском сельсовете Дятловичского района Гомельского округа. В 1931 году жители вступили в колхоз. Во время Великой Отечественной войны 8 жителей погибли на фронте. В 1959 году в составе совхоза «Новобелицкий» (центр — деревня Терешковичи).

## Население

### Численность
- 2004 год — 19 хозяйств, 40 жителей.

### Динамика
- 1926 год — 17 дворов, 75 жителей.
- 1959 год — 42 жителя (согласно переписи).
- 2004 год — 19 хозяйств, 40 жителей.